# Nurstead
Nurstead är en by i civil parish Meopham, i distriktet Gravesham, i grevskapet Kent, i England. Byn är belägen 6 km från Gravesend. Nursted var en civil parish fram till 1935 när blev den en del av Cobham. Civil parish hade 39 invånare år 1931. Byar nämndes i Domedagsboken (Domesday Book) år 1086, och kallades då Notestede.